# John Edward Gray

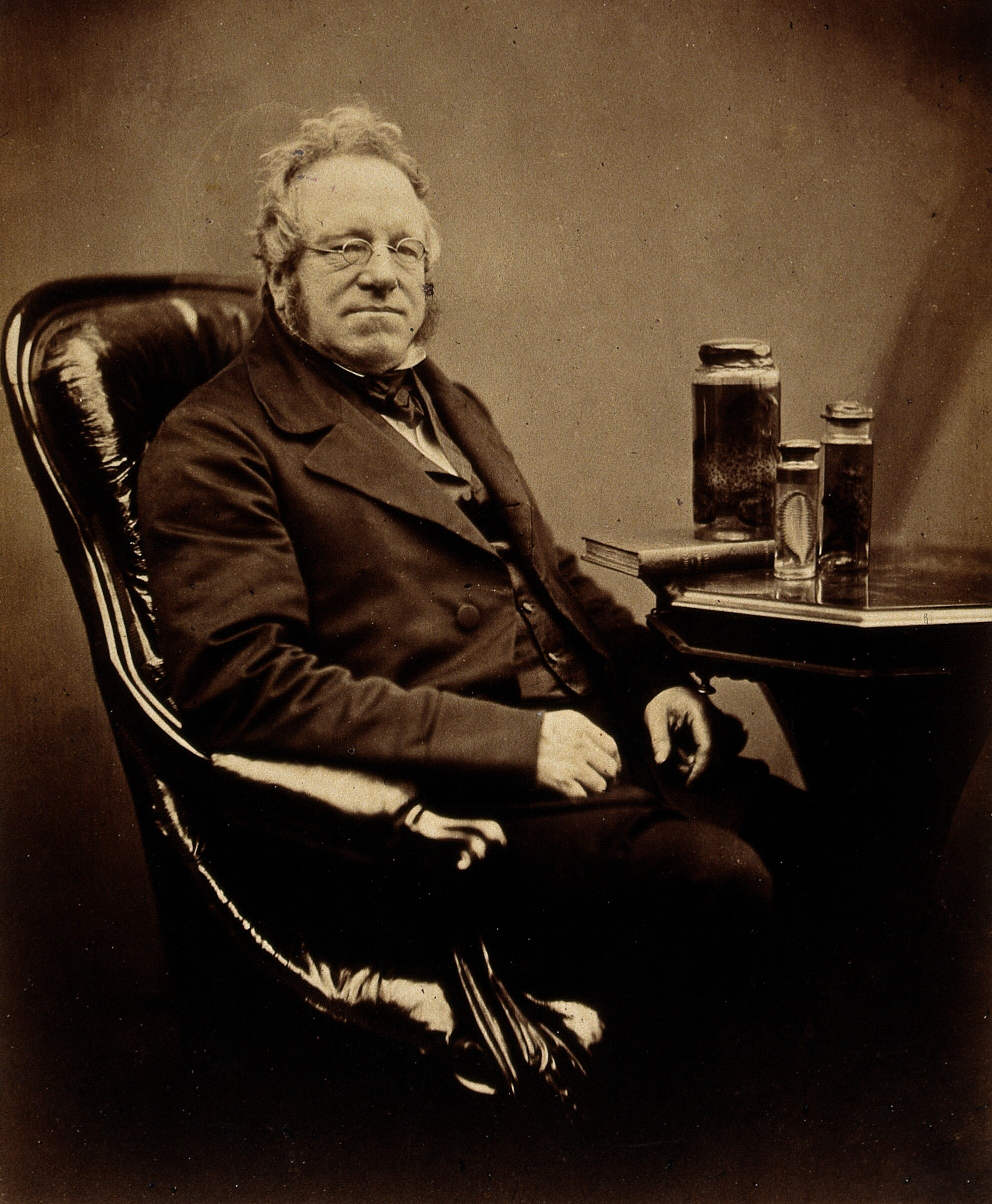
John Edward Gray

John Edward Gray (* 12. Februar 1800 in Walsall; † 7. März 1875 in London) war ein britischer Algologe, Hepatikologe, Zoologe und Philatelist.

## Leben und Wirken
Gray war ein Sohn von Samuel Frederick Gray und Elizabeth Forfeit (1777–1852). Sein Vater war ein bekannter Pharmakologe und Botaniker, sein älterer Bruder George Robert Gray ebenfalls Zoologe.
Seine Familie zog 1800 nach London, wo sein Vater bei dem Metallurgen Charles Hatchett Anstellung fand. Gray wurde zu Hause erzogen und arbeitete von 1812 bis 1815 in der Apotheke seines Vaters in Wapping, bis diese schließen musste, danach in Shoreditch und im Labor eines Chemikalien-Großhändlers. Er besuchte Vorlesungen in Medizin in St Bartholomew’s Hospital, dem Middlesex Hospital und der City Dispensary, sowie von William Salisbury und John Taunton. 1822 erlitt er einen Nervenzusammenbruch und brach sein Studium ohne Abschluss ab.
Gray half seinem Vater, das Supplement to the Pharmacopoeia (1818) und The Natural Arrangement of British Plants (1821), welches das Linnäische System kritisierte, zu verfassen. Nachdem eine Mitgliedschaft in der Linnean Society of London 1822 abgelehnt worden war (er wurde schließlich 1857 aufgenommen), wechselte er von Botanik zu Zoologie. Er wurde 1824 in der Zoologischen Abteilung des British Museum angestellt und half dort John George Children die Reptiliensammlung zu katalogisieren.
1826 heiratete er Maria Emma Gray, geborene Smith (1787–1876), die Witwe seines Vetters Francis Edward Gray (1775–1814). Sie stach die Kupferstiche in seinem Buch Molluscous Animals (1859) und ordnete die Algen in den Herbarien im Botanischen Garten Kew und im Britischen Museum. 1840 wurde Gray in Nachfolge von Children Kurator der Zoologieabteilung. Er publizierte mehrere Kataloge der Museumssammlung, die eine ausführliche Abhandlung über Tiergruppen enthielten sowie Beschreibungen von neuen Arten. Er verbesserte die zoologische Sammlung, die zu einer der besten der Welt wurde. 
Von 1858 bis zu seinem Tod gehörte Gray zu den Herausgebern der Zeitschrift Annals and Magazine of Natural History. Er wurde Weihnachten 1874 pensioniert.
Gray war als Malakologe bekannt. Er veröffentlichte 306 Erstbeschreibungen von Reptilienarten.

## Philatelie
John Edward Gray sammelte auch Briefmarken. Er behauptete, der erste Philatelist gewesen zu sein. Er habe bereits Marken gesammelt, bevor die ersten Briefmarken herausgegeben wurden, und zwar Steuer- und Stempelmarken aller Art. Die Einführung von Briefmarken habe er bereits 1834 vorgeschlagen. Am 6. Mai 1840, dem Tag der Einführung der ersten Briefmarken in Großbritannien, kaufte er mehrere Marken und sammelte sie.
Im Jahre 1862 gab er die ersten Vorläufer der heutigen Briefmarkenkataloge unter dem Namen Hand Catalogue of Postage Stamps heraus. Auch dem Straßburger Buchhändler Oscar Berger-Levrault wird die Erfindung des Briefmarkenkataloges zugesprochen. Dessen Briefmarkenkatalog war allerdings nicht für die Öffentlichkeit bestimmt. Erst die kurz darauf erscheinende bebilderte und stark verbesserte Version von Alfred Potiquet konnte im Buchhandel erworben werden.

## Ehrungen
- Gründungsmitglied der Zoological Society of London, 1826 (Vizepräsident 1865–1874)
- Royal Geographical Society 1830
- Royal Society am 2. Februar 1832[5]
- Royal Entomological Society of London 1833 (Präsident 1858–1859)
- Botanical Society of London 1836
- Palaeontographical Society 1847
- Doctor philosophiae h.c. der Universität München 1854
- Linnean Society of London 1857
- Leopoldina am 2. November 1864
- Das Artepitheton des Paddyreihers (Ardeola grayii), einer Vogelart aus der Familie der Reiher, ehrt ihn.

## Schriften (Auswahl)
Bücher
- The zoological miscellany. To be continued occasionally. Treuttel, Wurtz and Co., London 1831 (Digitalisat).
- Catalogue of the specimens of lizards in the collection of the British Museum. London 1845 (Digitalisat).
- Catalogue of shield reptiles in the collection of the British Museum. 2 Teile, London 1855–1872 (Digitalisat).
- Figures of molluscous animals, selected from various authors. 4 Bände, Longman, Brown, Green and Longmans, London 1859 (Digitalisat) – als Herausgeber der Zeichnungen von Francis Edward Gray (1775–1814).
- William Smith: List of British Diatomaceae in the collection of the British Museum. London 1859 (Digitalisat) – als Herausgeber.
- A hand catalogue of postage stamps for the use of collectors. Robert Hardwicke, London 1862 (Digitalisat).
- Handbook of British water-weeds, or Algae. Robert Hardwicke, London 1864 (Digitalisat) – mit William Carruthers.
- Richard Anthony Salisbury: The genera of plants […] a fragment containing part of Liriogamae. John van Voorst, London 1866 (Digitalisat) – als Herausgeber.

Zeitschriftenbeiträge
- A synopsis of the genera and species of the class Hypostoma (Asterias, Linnaeus). In: Annals and Magazine of Natural History. Band 6, 1840, S. 175–184, S. 275–290.
- On Codiophyllum, a new genus of unicellular green algae from Port Natal. In: Annals and Magazine of Natural History. 4. Folge, Band 10, Nr. 56, S. 139–141 (Digitalisat).